# Bahnstrecke Roosendaal–Breda
| Der Bahnhof Etten-Leur, im Hintergrund die Strecke |                      |                                  |                                  |
| |                      |                                  |                                  |
| Streckenlänge: | 23 km                |                                  |                                  |
| Spurweite: | 1435 mm (Normalspur) |                                  |                                  |
| Stromsystem: | 1.500 V =            |                                  |                                  |
| |                      |                                  |                                  |
| \| \| \| von Vlissingen und von Antwerpen \| \| \| \| 0 \| Roosendaal \| Roosendaal \| \| \| \| nach Rotterdam \| \| \| \| 14 \| Etten-Leur \| Etten-Leur \| \| \| \| HSL Zuid \| \| \| \| \| von Rotterdam und von Antwerpen \| \| \| \| 23 \| Breda \| Breda \| \| \| \| nach Eindhoven \| \| |                      |                                  |                                  |
| Strecke |                      | von Vlissingen und von Antwerpen | von Vlissingen und von Antwerpen |
| Bahnhof | 0                    | Roosendaal                       | Roosendaal                       |
| Abzweig geradeaus und nach links |                      | nach Rotterdam                   | nach Rotterdam                   |
| Bahnhof | 14                   | Etten-Leur                       | Etten-Leur                       |
| Kreuzung geradeaus unten |                      | HSL Zuid                         | HSL Zuid                         |
| Abzweig geradeaus, von links und von rechts |                      | von Rotterdam und von Antwerpen  | von Rotterdam und von Antwerpen  |
| Bahnhof | 23                   | Breda                            | Breda                            |
| Strecke |                      | nach Eindhoven                   | nach Eindhoven                   |

Die Bahnstrecke Roosendaal–Breda ist eine Eisenbahnlinie zwischen Roosendaal und Breda. 

## Geschichte
Die Bahnstrecke ist eine wichtige Bahnstrecke im Süden der Niederlande. Die Streckenlänge beträgt etwa 23 Kilometer. Der Abschnitt zwischen Roosendaal und Etten-Leur eröffnete 1854 die Société Anonyme des Chemin de fer d’Anvers à Rotterdam (AR), ab Mai 1855 konnte sie den Betrieb auf der kompletten Strecke aufnehmen. Die Bahnstrecke ist eine der kürzesten der Niederlande und hat nur drei Bahnhöfe.

## Verlauf
Die Strecke beginnt am Bahnhof von Roosendaal, von da verläuft die Strecke weiter in Richtung Osten durch eher mäßig besiedeltes Gebiet über den Bahnhof in Etten-Leur. Kurz vor Breda unterfährt die Strecke die A 16 und endet am Bahnhof in Breda.

## Zugverkehr
Auf der Strecke verkehren halbstündlich Intercity zwischen Roosendaal und Zwolle über Breda und Arnhem.